# Synagoga Moszka Galtrichta w Łodzi
Synagoga Moszka Galtrichta w Łodzi – prywatny dom modlitwy znajdujący się w Łodzi przy ulicy Piotrkowskiej 120.
Synagoga została założona w 1902 roku z inicjatywy Moszka Galtrichta. Mogła ona pomieścić 30 osób. Podczas II wojny światowej Niemcy zdewastowali synagogę.  